# Алек Утгофф
Алек Утгофф (англ. Alec Utgoff), ім'я при народженні Олег Володимирович Утгоф (нар. 1 березня 1986) — британський актор, уродженець Києва. Відомий роботою у третьому сезоні серіалу «Дивні дива», фільмах «Джек Раян: Теорія хаосу» (2014), «Мордекай» (2015) і «Розлом Сан-Андреас» (2015).

## Біографія
Олег Утгоф народився 1986 року у Києві. Його батько — Володимир Утгоф, кардіохірург, має російсько-німецькі корені, родом з Криму. Мати — Роза Утгоф, диригентка, за національністю осетинка. У 1997 році його відправили на навчання в Портсмут (Англія), де Олег почав виступати в шкільному театрі. Після закінчення школи переїхав до Лондона і спробував вступити до театрального інституту, але не був прийнятий і рік навчався на підготовчому курсі. На наступний рік успішно склав іспити в Центр драматичного мистецтва Лондона (англ. Drama Centre London).

## Фільмографія
| Рік       |    | Українська назва                     | Оригінальна назва                | Роль                      |
| --------- | -- | ------------------------------------ | -------------------------------- | ------------------------- |
| 2010      | ф  | Турист                               | The Tourist                      | Федька                    |
| 2010      | кф |                                      | Over the Hills                   | Аарон                     |
| 2010      | с  | Привиди                              | Spooks                           | шериф Гакер (1 серія)     |
| 2011      | кф |                                      | The Why Men                      | Торпедо                   |
| 2012      | ф  |                                      | The Seasoning House              | Йосиф                     |
| 2013      | ф  |                                      | Common People                    | Вейко                     |
| 2013      | ф  | Пекельний бункер: Повстання спецназу | Outpost: Rise of the Spetsnaz    | Костя                     |
| 2013      | тф |                                      | Legacy                           | Риков                     |
| 2013—2015 | с  | Не ті люди                           | The Wrong Mans                   | Юрій і Дмитрій (6 серій)  |
| 2014      | ф  | Джек Раян: Теорія хаосу              | Jack Ryan: Shadow Recruit        | Олександр Боровський      |
| 2015      | ф  | Мордекай                             | Mortdecai                        | Дмитрій                   |
| 2015      | ф  | Розлом Сан-Андреас                   | San Andreas                      | Олексій                   |
| 2015      | ф  | Місія нездійсненна: Нація ізгоїв     | Mission Impossible: Rogue Nation | член екіпажу A400         |
| 2015      | с  |                                      | River                            | Саша Міщенко (1 серія)    |
| 2016      | ф  | Такий самий зрадник, як і ми         | Our Kind of Traitor              | Нікі                      |
| 2019      | с  | Дивні дива                           | Stranger Things                  | Олексій Смірнов (6 серій) |
| 2020      | ф  | Снігу більше не буде                 | пол. Śniegu już nigdy nie będzie | Женя                      |
| 2020      | с  | Дракула                              | Dracula                          | Абрамов (1 серія)         |
| 2024      | ф  | Гладіатор 2                          | пол. Gladiator II                | Даріус                    |